# Reserva natural El Corbalán
La Reserva natural El Corbalán es un área protegida privada de Bolivia, ubicada al sur del país. El área protegida se encuentra a 110 km al sureste de la ciudad de Villamontes, en el municipio homónimo ubicado en la provincia del Gran Chaco del departamento de Tarija. Abarca la región geográfica del Gran Chaco, dentro de la Provincia Biogeográfica del Chaco Boreal. Limita al este con la frontera con Paraguay y al sur con la Ruta 11 que conecta la ciudad de Tarija con la frontera entre Bolivia y Paraguay.
Cuenta con una superficie total de 4.778 ha, de las cuales 2.500 se encuentran bajo la figura legal de Reserva Privada del Patrimonio Natural (RPPN) y las restantes 2.278 son tierras bajo protección. La reserva natural, que es propiedad de la entidad Protección del Medio Ambiente Tarija (PROMETA), fue creada en 1996 y legalmente establecida en el 2001.

## Fauna
Dentro de esta área conviven especies en peligro de extinción como el chancho quimilero y el caimán chaqueño, también el oso hormiguero, tatúes y pecaríes, además de antas. De igual manera hay chanchos troperos, pumas y jaguares. Entre las aves que se encuentran está el matico, el ipacaa, la garcita blanca o el aguilucho alas largas. 
También se registraron un total de 20 especies de anfibios anuros representantes de 4 familias y 17 especies de reptiles, que incluye 4 familias de lagartijas con 9 especies, 2 familias de serpientes con 5 especies, 2 familias de tortugas con 2 especies y una familia de crocodylia con una especie.

## Flora
En cuanto a la vegetación en El Corbalán, abundan los árboles característicos del Chaco seco: sotos, quebrachos, “plazuelas” que son arbustos propios de la llanura chaqueña, abundancia de carahuatas, ulalas, además de quebracho blanco y colorado.